# تارقه (تموشنت)
تارقه (به عربی: تارقة) یک شهرداری در الجزایر است که در استان عین تموشنت واقع شده‌است. تارقه ۶۵٫۰۷ کیلومتر مربع مساحت و ۸٬۳۷۲ نفر جمعیت دارد.